# Chrysobothris seminole
Chrysobothris seminole är en skalbaggsart som beskrevs av Wellso och Manley 2007. Chrysobothris seminole ingår i släktet Chrysobothris och familjen praktbaggar. Inga underarter finns listade i Catalogue of Life.